# Hermann Bentele

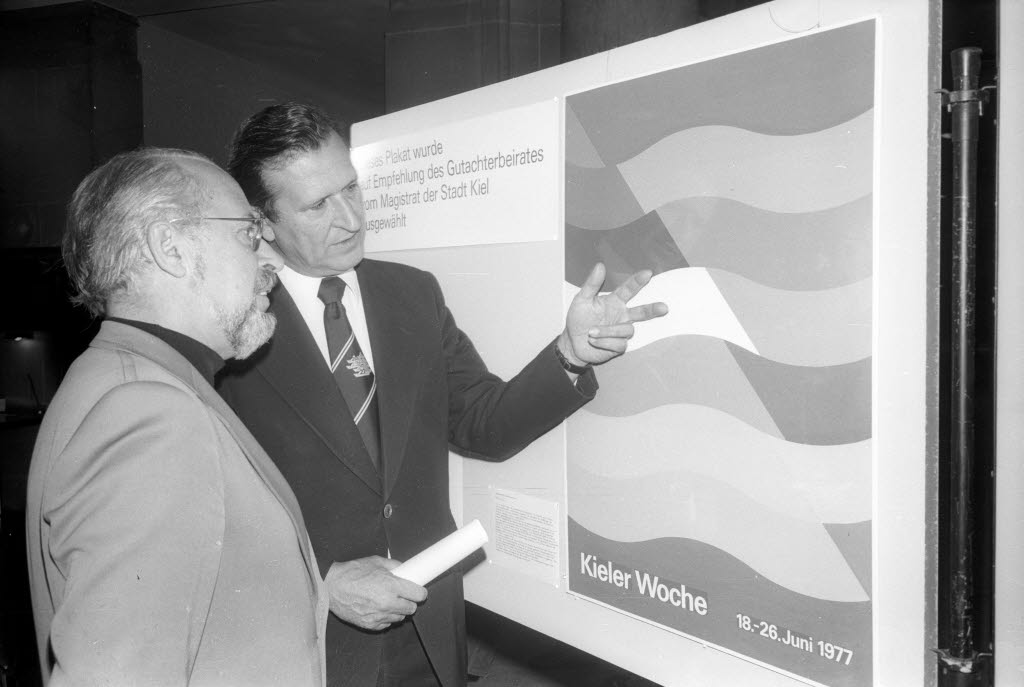
Hermann Bentele (li.) und OB Günther Bantzer stellen das Kieler Woche-Plakat 1977 vor

Hermann Anton Bentele (* 8. Juli 1923 in Ravensburg; † 30. Januar 2014 in Kiel) war ein deutscher Grafiker, Designer und Hochschullehrer.
Nach einem Studium in Stuttgart von 1940–1942 und 1946–1949 bei Friedrich Hermann Ernst Schneidler an der Staatlichen Akademie der Bildenden Künste Stuttgart
lehrte er bis 1951 Typografie  an der Technischen Hochschule Stuttgart. Anschließend  war er für verschiedene Verlage, unter anderem für F. A. Brockhaus, tätig. 1955 übernahm er an der damaligen Muthesius-Werkschule für Handwerk und angewandte Kunst in Kiel die Leitung der Grafikabteilung. Von 1961 bis 1972 versah er das Amt des Direktors der Muthesius-Werkschule und vertrat dann nach der Statusänderung zur Fachhochschule für Gestaltung Kiel weiter das Fach Angewandte Grafik im Studiengang Kommunikationsdesign.
Er entwarf das Sechseck-Logo der Landesbank Schleswig-Holstein und begründete den Wettbewerb um das Kieler-Woche-Plakat. Für die Deutsche Bundespost hat er mehrere Sonder-Briefmarken entworfen, unter anderem die Werte zu 7 und 10 Pfennig zur Landesausstellung Baden-Württemberg 1955 und im gleichen Jahr die Werte zu 10+2 und 20+3 Pfennig zur Internationalen Briefmarkenausstellung WESTROPA.
Einer seiner Meisterschüler war Bernhard Schwichtenberg.